# Бочкарёвский сельсовет (Новосибирская область)
Бочкарёвский сельсовет — сельское поселение в Черепановском районе Новосибирской области Российской Федерации.
Административный центр — посёлок Бочкарёво.

## История
Статус и границы сельского поселения установлены Законом Новосибирской области от 2 июня 2004 года № 200-ОЗ «О статусе и границах муниципальных образований Новосибирской области»

## Население
| 2002  | 2010  | 2012  | 2013  | 2014  | 2015  | 2016  |
| ----- | ----- | ----- | ----- | ----- | ----- | ----- |
| 2052  | ↘1956 | ↗1971 | ↘1954 | ↗1971 | ↘1953 | ↘1948 |
| 2017  | 2018  | 2019  | 2020  | 2021  |       |       |
| ↘1944 | ↗1959 | ↘1956 | ↘1935 | ↘1908 |       |       |

## Состав сельского поселения
| № | Населённый пункт | Тип населённого пункта          | Население |
| - | ---------------- | ------------------------------- | --------- |
| 1 | Бочкарёво        | посёлок, административный центр | ↘641      |
| 2 | Пушной           | посёлок                         | ↘1315     |